# Технічний університет Антіокії
Техні́чний університе́т Антіо́кії (ісп. Tecnológico de Antioquia) — вищий навчальний заклад у Колумбії. Університет розташований у департаменті Антіокія. Заклад пропонує програми навчання технічних, технологічних, професійних та підвищення кваліфікації університету. Штаб-квартира розташована в місті Медельїн. Технічний університет Антіокії наразі вважається одним із найкращих вузів у Колумбії.